# Reichertshofen (Mittelneufnach)
Reichertshofen ist ein Pfarrdorf und Ortsteil der Gemeinde Mittelneufnach im Landkreis Augsburg im Regierungsbezirk Schwaben in Bayern.

## Lage
Reichertshofen liegt in den Stauden. Der Haltepunkt Reichertshofen (Schwab) liegt an der Bahnstrecke Gessertshausen–Türkheim, die derzeit nur von einzelnen Sonderzügen befahren wird.

## Geschichte
Bis zur Gebietsreform in Bayern am 1. Juli 1972 gehörte Reichertshofen zum Landkreis Schwabmünchen und wurde dann dem Landkreis Augsburg (bis 30. April 1973 mit der Bezeichnung Landkreis Augsburg-West) zugeschlagen. Am 1. Mai 1978 erfolgte die Eingliederung in die Gemeinde Mittelneufnach.

## Pfarrei
Die katholische Pfarrei St. Nikolaus in Reichertshofen gehört zur Pfarreiengemeinschaft Stauden im Dekanat Schwabmünchen im Bistum Augsburg.